# Machimoides yuracare
Machimoides yuracare är en insektsart som beskrevs av Rehn, J.A.G. 1950. Machimoides yuracare ingår i släktet Machimoides och familjen vårtbitare. Inga underarter finns listade i Catalogue of Life.